# Батурин, Александр Иосифович
Александр Иосифович Бату́рин (1904—1983) — оперный певец (бас-баритон). Народный артист РСФСР (1947). Лауреат Сталинской премии первой степени (1943).

## Биография
Родился 4 (17) июня 1904 года в городе Ошмяны (ныне Гродненская область Белоруссии) в семье сельского учителя. В семье было четверо детей. Рано, в год потерял отца.
В 1911 году семья переехала в Одессу. Чтобы помочь матери, он начинает работать в гараже автомехаником и в пятнадцать лет уже водит автомашины. Возясь у мотора, молодой шофёр любил петь. Выступал в самодеятельности. По направлению Александр Батурин поступил на учёбу в Петроградскую консерваторию. В 1924 году (по некоторым источникам[каким?], в 1925 году) Батурин окончил с отличием ЛГК имени Н. А. Римского-Корсакова.
По некоторым данным, по рекомендации ректора консерватории А. К. Глазунова, был направлен с целью совершенствования в Рим, где он поступил в Музыкальную академию «Санта Чечилия» и одновременно выступал в миланском театре «Ла Скала». Однако некоторые исследования аргументированно ставят этот факт биографии Батурина под сомнение: «Направление молодого певца для совершенствования в фашистскую Италию (режим Муссолини был установлен в 1922 году) в 1925 году вызывает сомнения. Одного, без группы, без знания языка? (…) В изданной в СССР в 1989 году книге „Театр Ла Скала“, на странице 64, названы имена русских певцов, певших в те годы (1925—1949) в Ла Скала (Кравченко, Веселовский, Ждановский), но имя Батурина не названо».
С 1927 года солист Большого театра. Помимо оперных партий, исполнял русские народные песни, романсы, современные эстрадные произведения, в том числе песни «Марш лётчиков», «Моя страна», «Прощай, папанинская льдина», «Часовой» и другие.
В 1943 году коллектив Большого театра вместе с А. И. Батуриным передал полученную им Сталинскую премию первой степени в фонд обороны, о чём было сообщено в периодических изданиях:
МОСКВА, КРЕМЛЬ, ТОВАРИЩУ СТАЛИНУ 
Дорогой Иосиф Виссарионович ! 
Примите горячую благодарность советскому правительству за высокую оценку работы в спектакле «Вильгельм Телль», поставленном Большим театром в Куйбышеве, и, движимые чувством беззаветной любви и преданности нашей Родине, мы передаём присуждённую нам премию в сумме 100 000 рублей в фонд Главного Командования на постройку эскадрильи «Лауреат Сталинской премии». 
Лауреаты Сталинской премии 
Заслуженный деятель искусств А. Ш. МЕЛИК-ПАШАЕВ. 
Народная артистка РСФСР Е. КРУГЛИКОВА. 
 Народная артистка РСФСР Н. ШПИЛЛЕР. 
Заслуженный артист РСФСР А. БАТУРИН 
Режиссёр — балетмейстер Р. ЗАХАРОВ 
Художник П. ВИЛЬЯМС

Ответ И. В. Сталина
Примите мой привет и благодарность Красной Армии, товарищи Мелик-Пашаев, Кругликова, Шпиллер, Батурин, Захаров и Вильямс, за вашу заботу о воздушных силах Красной Армии. 
И. СТАЛИН
Газета «Известия», 27 марта 1943 года
Член КПСС с 1945 года.
С 1948 года в МГК имени П. И. Чайковского вёл класс сольного пения (среди его учеников А. Ф. Ведерников, Н. Гяуров). Подготовил научно-методический труд «Школа пения».
Снялся в трёх кинофильмах: «Простой случай», «Концерт-вальс» и «Земля».

Могила супругов Батурина и Дуловой

Умер 31 января 1983 года. Похоронен на Кунцевском кладбище в Москве.

## Исполненные партии
- Мельник («Русалка» А. С. Даргомыжского)
- Пимен («Борис Годунов» М. П. Мусоргского)
- Досифей («Хованщина» М. П. Мусоргского)
- Томский («Пиковая дама» П. И. Чайковского)
- Князь Игорь («Князь Игорь» А. П. Бородина)
- Гремин («Евгений Онегин» П. И. Чайковского)
- Эскамильо («Кармен» Ж. Бизе)
- Руслан («Руслан и Людмила» М. И. Глинки)
- Демон («Демон» А. Г. Рубинштейна)
- Мефистофель («Фауст» Ш. Гуно)
- Вильгельм Телль («Вильгельм Телль» Дж. Россини)

## Награды и премии
- Заслуженный артист РСФСР (2 июня 1937)
- Сталинская премия первой степени (1943) — за исполнение заглавной партии в оперном спектакле «Вильгельм Телль» Дж. Россини[6]
- народный артист РСФСР (1947)
- два ордена Трудового Красного Знамени (27.05.1951[7] и 25.05.1976[8])
- два ордена «Знак Почёта» (02.06.1937 — за выдающиеся заслуги в деле развития оперного и балетного искусства, 14.10.1966)
- медали

## Дискография
- «Пиковая дама», 1937 год, партия Томского, хор и оркестр ГАБТа, дирижёр — С. А. Самосуд, другие исполнители: К. Г. Держинская, Н. С. Ханаев, Н. А. Обухова, П. И. Селиванов, Ф. С. Петрова и др.
- «Пиковая дама», 1939 год, партия Томского, хор и оркестр ГАБТа, дирижёр — С. А. Самосуд, другие исполнители: К. Г. Держинская, Н. С. Ханаев, М. П. Максакова, П. М. Норцов, Б. Я. Златогорова и др.
- «Иоланта», 1940 год, партия врача Эбн-Хакия, хор и оркестр ГАБТа, дирижёр — С. А. Самосуд, другие исполнители: Г. В. Жуковская, Г. Большаков, П. М. Норцов, Б. Н. Бугайский, В. Левина и др.
- «Князь Игорь», 1941 год, партия Князя Игоря, хор и оркестр ГАБТа, дирижёр — А. Ш. Мелик-Пашаев, другие исполнители: С. Г. Панова, Н. А. Обухова, И. С. Козловский, М. Д. Михайлов, А. С. Пирогов и др.
- «Поёт Александр Батурин» (грампластинка фирмы «Мелодия»). Арии из опер «Князь Игорь» А. П. Бородина, «Иоланта», «Пиковая дама», ариозо Кочубея («Мазепа»), куплеты Эскамильо («Кармен» Ж. Бизе), куплеты Мефистофеля («Фауст» Ш. Гуно), «Поле битвы» А. Л. Гурилёва, «Блоха» М. П. Мусоргского, две русские народные песни: «Ах, Настасья», «Вдоль по Питерской».